# Radio România Muzical
Radio România Muzical (рум. Музыкальное Радио Румыния), сокращённо RRM — государственная круглосуточная радиостанция Румынии, четвёртая государственная радиостанция (в составе Румынской радиовещательной корпорации). Запущена 24 марта 1997 года, вещает круглосуточно.
Радиостанция транслирует классическую музыку. Первая румынская радиостанция, которая начала онлайн-вещание, и единственная румынская радиостанция, которая транслирует в эфире только джаз и классическую музыку. Вещает с 24 марта 1997 года.

## Общая характеристика
В эфире радиостанции круглосуточно транслируются классическая музыка (камерная, симфоническая, оперетта, хоральная музыка), народная музыка, джаз и саундтреки. Также в эфире выходят:
- новости о крупнейших событиях в музыкальной среде Румынии и мира
- просветительские и образовательные программы на тему музыки[7][8][9]
- программы с участием молодых талантов[9]
- интервью с представителями румынской и международной музыкальной сцены
- авторские программы о композиторах и интерпренёрах
- интерактивные шоу с участием радиослушателей
- записи из архивов Европейского вещательного союза
- живые выступления с разных концертных площадок и залов
- ежедневная шестичасовая программа Euroclassic Notturno[англ.] (с 1:00 до 7:00)
- различные развлекательные программы и специальные праздничные передачи
- выпуски новостей Radio România Actualități[рум.]

## Вещание

### FM
- Бухарест: 104,8 FM[10][3]
- Регионы: 97,6 FM[1][3][9]

Вещание доступно, помимо Бухареста, в следующих жудецах Румынии: Арджеш, Брашов, Бузэу, Кэлэраши, Ковасна, Дымбовица, Джурджу, Харгита, Илфов, Муреш, Олт, Прахова, Телеорман, Вылча.

### Онлайн-вещание
Онлайн-вещание радиостанции доступно в нескольких форматах: MP3 128 (для высокоскоростного соединения), AAC (для низкоскоростного соединения), WMA (прослушивание через Windows Media Player, Windows PC, Windows Mobile и 3G связь). Может использоваться также и Winamp в качестве проигрывателя.

### DAB-T[англ.]
- Бухарест — канал 12, частота 223,936 МГц (2004 [тест]; 09.01.2012 - 07.12.2021 [вещание])